# Ahtopol
Ahtopol (tiếng Bulgaria: Ахтопол, tiếng Hy Lạp: Αγαθόπολις (Agathopolis)) là một thị trấn thuộc tỉnh Burgas, Bungaria. Dân số thời điểm năm 2011 là 1295 người.

## Dân số
Dân số trong giai đoạn 2004-2011 được ghi nhận như sau:
| Năm | 2004 | 2005 | 2006 | 2007 | 2008 | 2009 | 2010 | 2011 |
| --- | ---- | ---- | ---- | ---- | ---- | ---- | ---- | ---- |
| Dân số | 1302 | 1328 | 1306 | 1324 | 1304 | 1327 | 1310 | 1295 |
| From the year 1962 on: No double counting—residents of multiple communes (e.g. students and military personnel) are counted only once. |      |      |      |      |      |      |      |      |

## Hình ảnh

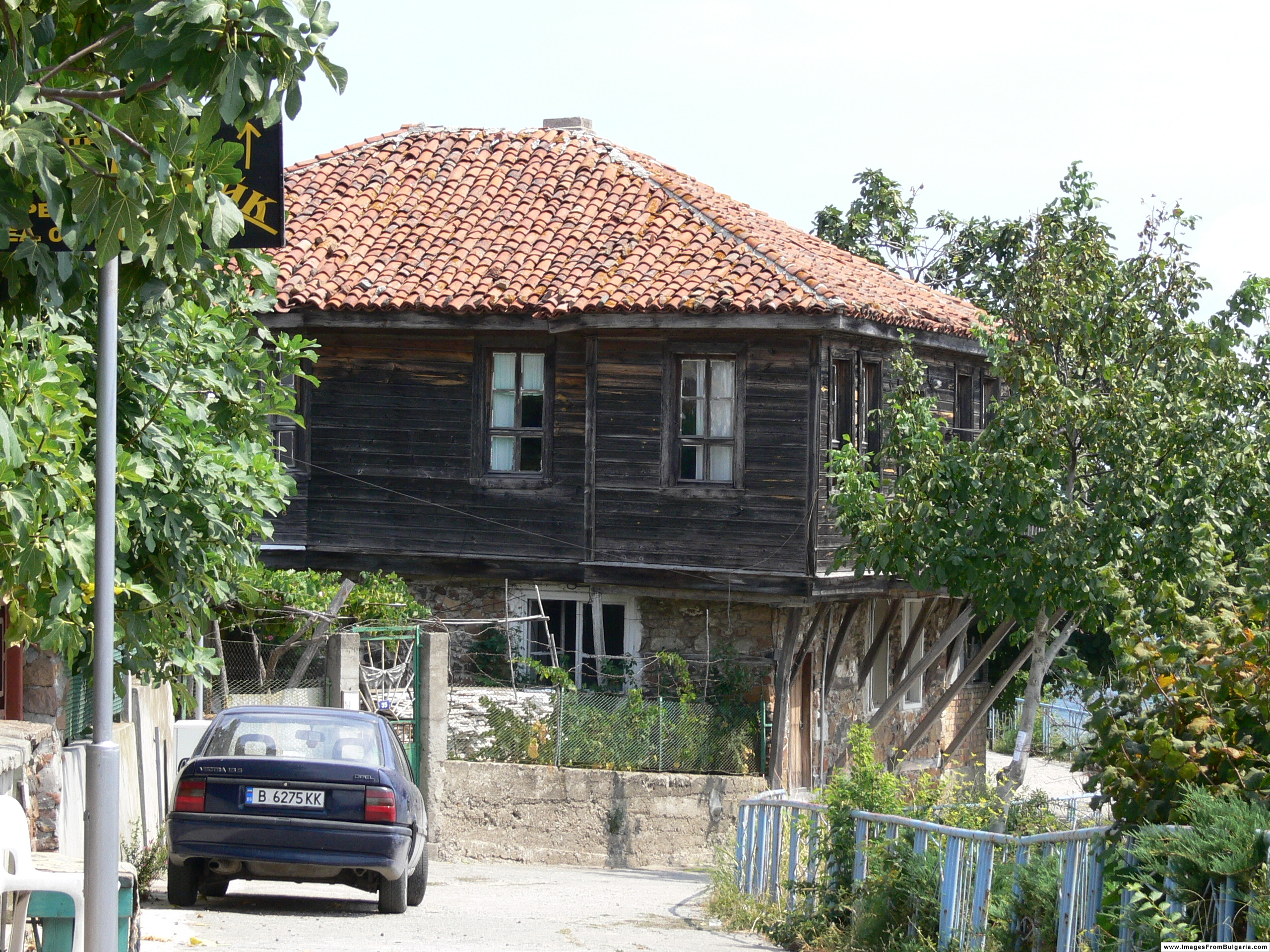
Ngôi nhà gỗ cũ
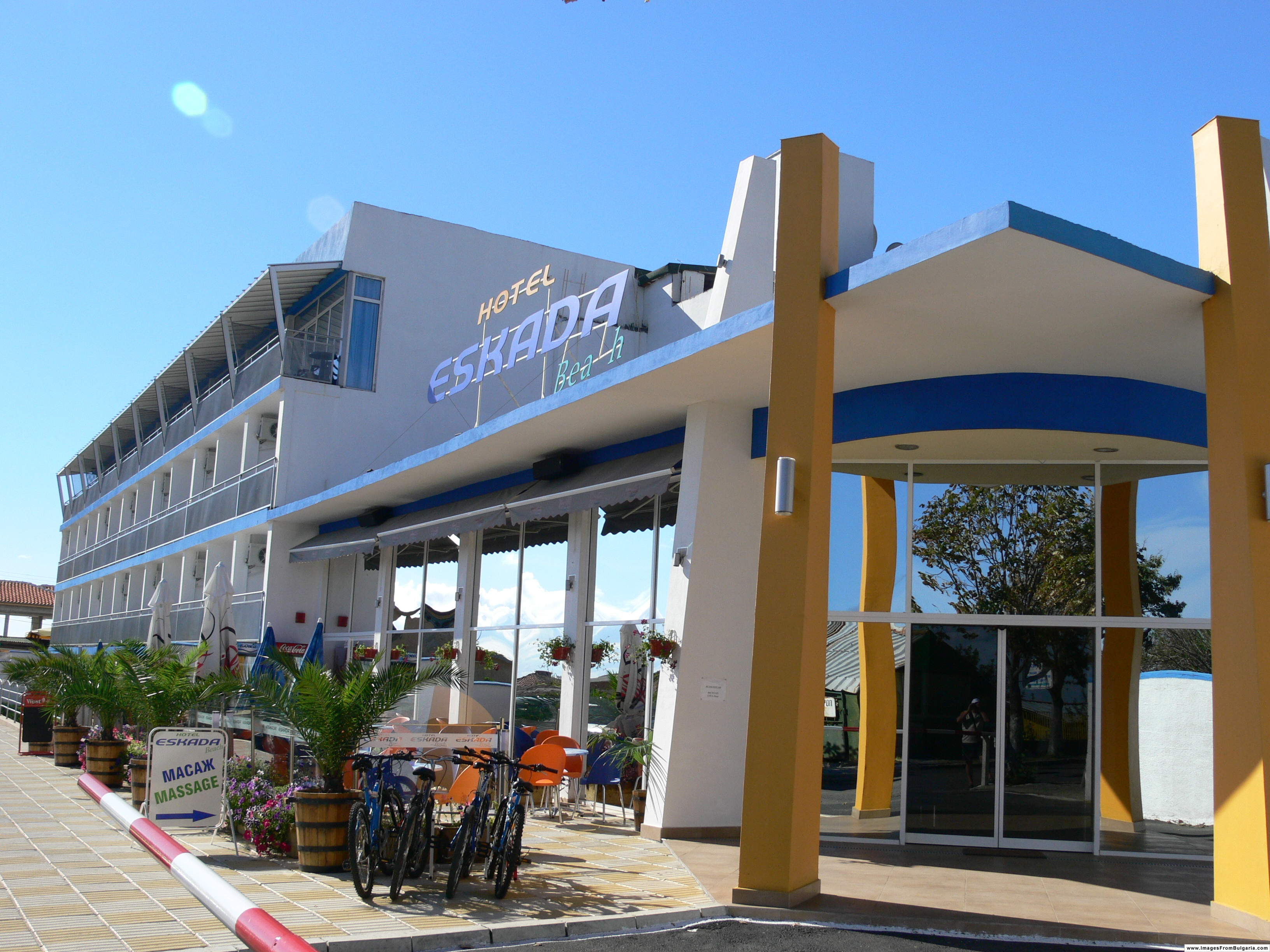
Khách sạn Eskada Beach
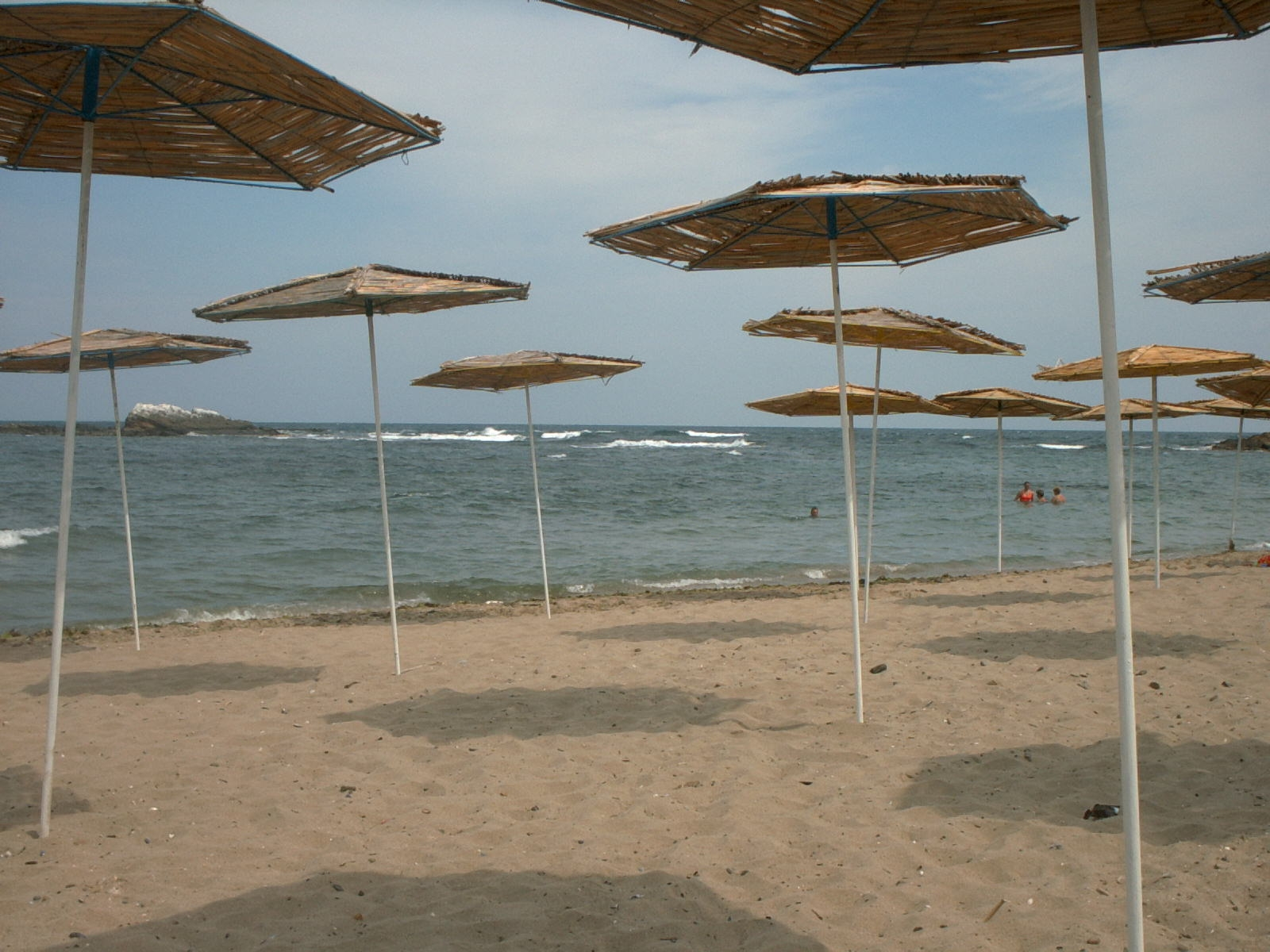
Bãi biển Ahtopol
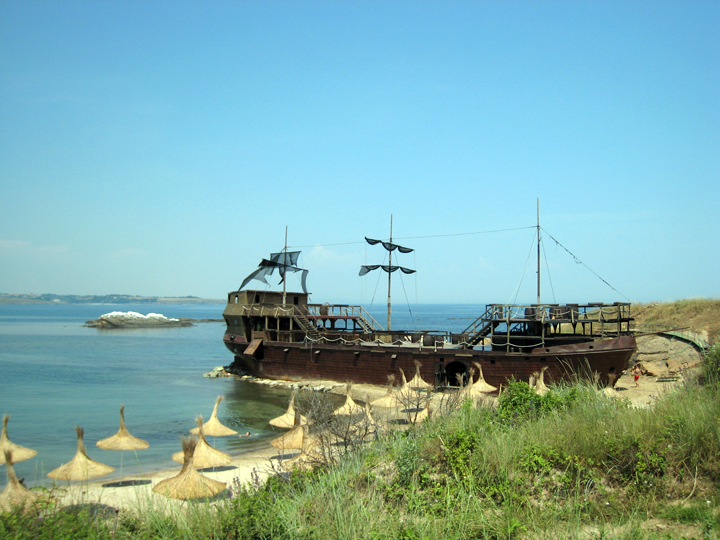
Bãi biển Ahtopol
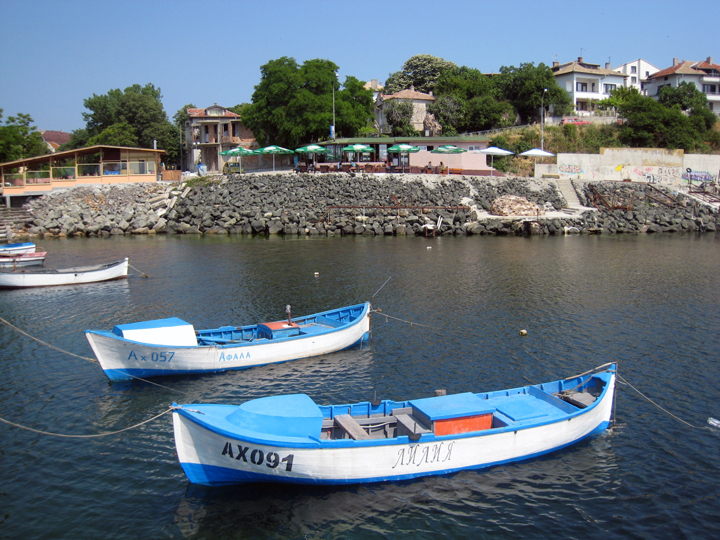
Thuyền trong vịnh Ahtopol
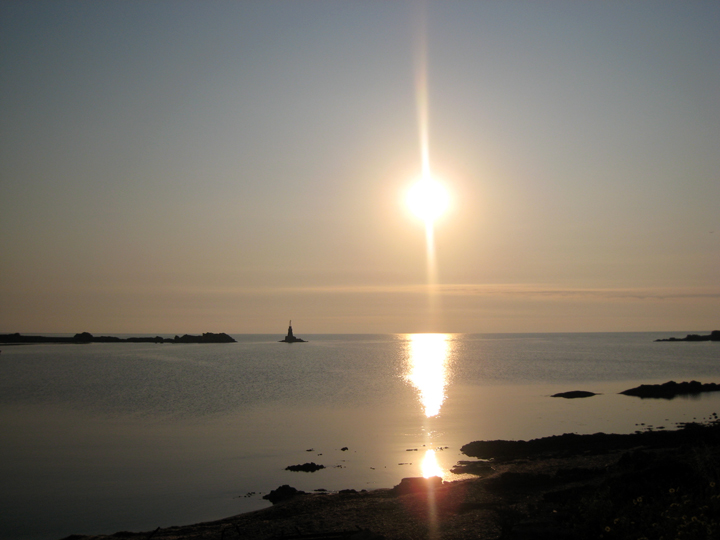
Sunrise